# Taraneh Alidoosti
Taraneh Alidoosti, (persiska: ترانه علیدوستی) född 12 januari 1984 i Teheran, är en iransk skådespelare som bland annat har spelat i The Salesman. I en omröstning från tidskriften Sanate Cinema utsågs hon till årtiondets bästa iranska skådespelerska, vilket även Film Monthly Magazine utsåg henne till. Hon har ansetts vara en av Irans bästa skådespelerskor.
2017 nominerades filmen The Salesman, där hon har en av de ledande rollerna, till en Oscar. Hon vägrade dock att närvara vid utdelningsceremonin, med anledning av Donald Trumps beslut att vägra utfärda visum till iranier. I januari 2020 kritiserade hon i skarpa ordalag den iranska regeringen, och konstaterade i ett inlägg på Instagram apropå situationen för kvinnor i Iran: "Vi är inte medborgare. Vi är fångar. Miljoner fångar."

## Biografi
Alidoosti är dotter till Hamid Alidousti, tidigare fotbollsspelare i det Irans herrlandslag i fotboll. År 2000 började hon vid skådespelaren Amin Tarokhs teaterskola i Teheran. Vid sjutton års ålder hade hon huvudrollen i I'm Taraneh, 15 (persiska: من ترانه ۱۵ سال دارم) som mottog flera internationella priser, bland annat för bästa kvinnliga skådespelare vid Internationella filmfestivalen i Locarno. Hon har samarbetat nära med bland andra Oscarvinnaren Asghar Farhadi.

## Filmografi

### Filmer
| År   | Titel                     | Roll              |
| ---- | ------------------------- | ----------------- |
| 2002 | I'm Taraneh, 15           | Taraneh Parnian   |
| 2003 | The Ziba City             | Firoozeh          |
| 2005 | Jamshid and Khorshid      | Khorshid          |
| 2006 | Fireworks Wednesday       | Rouhi             |
| 2007 | Canaan                    | Mina              |
| 2008 | Shirin                    | Taraneh Alidoosti |
| 2008 | Life With Closed Eyes     | Parastoo          |
| 2008 | About Elly                | Elly              |
| 2009 | The Secret Of Taran Plain | Nurse             |
| 2009 | Tardid                    | Mahtab            |
| 2010 | Whatever God Wants        | Parmida           |
| 2010 | At The End Of 8th Street  | Niloofar          |
| 2012 | Modest Reception          | Leyla             |
| 2012 | The Wedlock               | Sanaz             |
| 2013 | The Shallow Yellow Sky    | Ghazal            |
| 2014 | Absolute Rest             | Samira            |
| 2014 | Atom Heart Mother         | Arineh            |
| 2016 | The Salesman              | Rana              |